# Monte Carlo-rallyt 2008
Monte Carlo-rallyt 2008, officiellt 76ème Rallye Automobile de Monte-Carlo, var den första deltävlingen i Rally-VM 2008 och det 76:e Monte Carlo-rallyt i ordningen. Rallyt ägde rum 24 – 27 januari 2008.
Rallyt inleddes på torsdagskvällen med två specialsträckor som kördes i mörker. Dani Sordo vann specialsträcka ett medan Sébastien Loeb vann specialsträcka två och tog över totalledningen i rallyt och behöll den positionen till slutet. Sista specialsträckan kördes samma sträckning som den berömda Grand Prix-banan i Monaco.
Mikko Hirvonen, som inför säsongen övertagit Marcus Grönholms plats som förstaförare i BP-Ford, slutade på en andra plats följd av Subarus Chris Atkinson i nära konkurrens med François Duval i Stobart VK Ford. Svenske Per-Gunnar Andersson debuterade i Rally-VM med Suzuki och slutade på en åttonde plats, vilket innebar en poäng i förarmästerskapet.

## Slutställning
| Plac. | Förare               | Kartläsare           | Bil                                                                                                 | Tid         | Tidsskillnad | Poäng |
| ----- | -------------------- | -------------------- | --------------------------------------------------------------------------------------------------- | ----------- | ------------ | ----- |
| 1.    | Sébastien Loeb       | Daniel Elena         | Citroën C4                                                                                          | 3.39.17,0   | -            | 10    |
| 2.    | Mikko Hirvonen       | Jarmo Lehtinen       | Ford Focus RS                                                                                       | 3.41.51,4   | 2.34,4       | 8     |
| 3.    | Chris Atkinson       | Stéphane Prévot      | Subaru Impreza                                                                                      | 3.42.15,6   | 2.58,6       | 6     |
| 4.    | François Duval       | Eddy Chevaillier     | Ford Focus RS                                                                                       | 3.42.16.7   | 2.59,7       | 5     |
| 5.    | Petter Solberg       | Phil Mills           | Subaru Impreza                                                                                      | 3.43.57,9   | 4.40,9       | 4     |
| 6.    | Gigi Galli           | Giovanni Bernacchini | Ford Focus RS                                                                                       | 3.48.03,5   | 8.46,5       | 3     |
| 7.    | Jean-Marie Cuoq      | Philippe Janvier     | Peugeot 307                                                                                         | 3.49.41,8   | 10.24,8      | 2     |
| 8.    | Per-Gunnar Andersson | Jonas Andersson      | Suzuki SX4                                                                                          | 3.50.36,5 1 | 11.19,5      | 1     |
|       |                      |                      | 1 P-G Andersson tilldelades ett 40 sekunders tidstillägg efter att ha lämnat servicedepån för sent. |             |              |       |

## Specialsträckor
| Dag        | Etapp | Namn                     | Längd    | Vinnare                              | Tid     | Snitthast. | Rallyledare |
| ---------- | ----- | ------------------------ | -------- | ------------------------------------ | ------- | ---------- | ----------- |
| 1 (24 jan) | SS1   | St. Jean en Royans       | 28,12 km | D. Sordo                             | 14.08,9 | 119,3 km/h | D. Sordo    |
| 1 (24 jan) | SS2   | La Cime du Mas           | 17,58 km | S. Loeb                              | 9.25,7  | 111,9 km/h | S. Loeb     |
| 2 (25 jan) | SS3   | St. Pierreville 1        | 29,52 km | S. Loeb                              | 18.54,4 | 93,7 km/h  | S. Loeb     |
| 2 (25 jan) | SS4   | Burzet 1                 | 16,30 km | D. Sordo                             | 9.37,1  | 101,7 km/h | S. Loeb     |
| 2 (25 jan) | SS5   | St. Martial 1            | 12,66 km | S. Loeb                              | 8.06,2  | 93,7 km/h  | S. Loeb     |
| 2 (25 jan) | SS6   | St. Pierreville 2        | 29,52 km | S. Loeb                              | 18.41,8 | 94,7 km/h  | S. Loeb     |
| 2 (25 jan) | SS7   | Burzet 2                 | 16,30 km | S. Loeb                              | 9.40,7  | 101,1 km/h | S. Loeb     |
| 2 (25 jan) | SS8   | St. Martial 2            | 12,66 km | S. Loeb                              | 8.03,6  | 94,2 km/h  | S. Loeb     |
| 3 (26 jan) | SS9   | Labatie d'Andaure 1      | 19,37 km | D. Sordo                             | 11.18,1 | 102,8 km/h | S. Loeb     |
| 3 (26 jan) | SS10  | St. Bonnet 1             | 25,36 km | S. Loeb                              | 12.39,0 | 120,3 km/h | S. Loeb     |
| 3 (26 jan) | SS11  | La Mastre 1              | 21,66 km | S. Loeb                              | 12.59,8 | 100,0 km/h | S. Loeb     |
| 3 (26 jan) | SS12  | Labatie d'Andaure 2      | 19,37 km | S. Loeb                              | 11.12,0 | 103,8 km/h | S. Loeb     |
| 3 (26 jan) | SS13  | St. Bonnet 2             | 25,36 km | C. Atkinson                          | 12.23,9 | 122,7 km/h | S. Loeb     |
| 3 (26 jan) | SS14  | La Mastre 2              | 21,66 km | S. Loeb                              | 13.08,4 | 98,9 km/h  | S. Loeb     |
| 4 (27 jan) | SS15  | La Bollene Vesubie 1     | 22,68 km | F. Duval                             | 15.48,6 | 86,1 km/h  | S. Loeb     |
| 4 (27 jan) | SS16  | Luceram - Loda           | 15,34 km | D. Sordo                             | 10.51,7 | 84,7 km/h  | S. Loeb     |
| 4 (27 jan) | SS17  | La Bollene Vesubie 2     | 22,68 km | F. Duval                             | 15.27,7 | 88,0 km/h  | S. Loeb     |
| 4 (27 jan) | SS18  | Luceram - Col des Portes | 6,25 km  | F. Duval                             | 4.24,4  | 85,1 km/h  | S. Loeb     |
| 4 (27 jan) | SS19  | Monaco Circuit           | 2,70 km  | C. Atkinson och F. Duval (delad tid) | 1.40,7  | 96,5 km/h  | S. Loeb     |